# E581 (trasa europejska)
E581 – oznaczenie europejskiej trasy łącznikowej (kategorii B), biegnącej przez wschodnią Rumunię, południową Mołdawię i południową Ukrainę.
E581 zaczyna się w Mărășești, gdzie odbija od trasy europejskiej E85. Biegnie szlakami dróg krajowych:
- nr 24 przez Tecuci i Bârlad do wsi Crasna (17 km na południe od Vaslui),
- nr 24A przez Huși do przejścia granicznego Albița – Leușeni.

Na terenie Mołdawii E581 biegnie szlakami dróg krajowych:
- M1 do Kiszyniowa,
- M14 przez Tyraspol do przejścia granicznego Pervomaisc – Kuczurhan.

Na Ukrainie E581 biegnie szlakiem drogi krajowej M16 do Odessy.
Ogólna długość trasy E581 wynosi około 427 km, z tego 153 km w Rumunii, 204 km w Mołdawii, 70 km na Ukrainie.